# Finale di Heineken Cup 2007-2008
La finale di Heineken Cup 2006-07 fu la gara di assegnazione del titolo di campione della 13ª edizione della massima competizione europea per club di rugby a 15.
Si tenne il 24 maggio 2008 al Millennium Stadium di Cardiff tra Munster e Tolosa e vide la franchise irlandese vincere 16-13 e aggiudicarsi la sua seconda corona di campione europea.

## Il percorso dei club finalisti

### Munster
Munster superò il primo turno come sesta squadra del ranking, essendosi qualificata come peggior vincitrice di girone.
Alla sconfitta iniziale per 23-24 contro Wasps fecero seguito tre vittorie consecutive, le due contro la gallese Scarlets (33-17 a Llanelli e 29-16 a Limerick) e quella in casa per 36-13 contro la principale rivale del girone, Clermont, da cui perse nel ritorno in Francia 19-26; la qualificazione si risolse nell'ultima giornata del raggruppamento con la vittoria per 19-3 sulla campione uscente Wasps che valse sia l'eliminazione di quest'ultima che la qualificazione alla fase a eliminazione diretta a spese proprio del Clermont giunto a pari punti in classifica.
Contrapposta alla terza miglior qualificata, l'inglese Gloucester, Munster si impose a Kingsholm per 16-3, mentre invece ebbe ragione con più fatica del Saracens, anch'esso battuto in Inghilterra.

### Tolosa
Tolosa si classificò come quarta miglior vincitrice di girone, anche se con punteggio finale inferiore a quello delle due classificate per seconde: l'esordio nel torneo fu una vittoria 19-15 a Edimburgo, e nella successiva partita giunse il successo interno su Leinster per 33-6; prima sconfitta a Leicester per 9-14, subito vendicata nel ritorno per 22-11.
Anche Leinster si prese la rivincita a Dublino per 20-13 ma la vittoria finale per 34-10 sugli scozzesi diede a Tolosa la vittoria nel girone e il passaggio ai quarti.
Nel proprio quarto di finale Tolosa ebbe la meglio sul Cardiff Blues per 41-17 al termine di una gara con poca storia; nella successiva finale regolò per 21-15 il London Irish affrontato in Inghilterra.

## La finale
La gara ebbe luogo al Millennium Stadium di Cardiff, diretta dal gallese Nigel Owens davanti a più di 74000 spettatori.
L'incontro, molto teso e combattuto, vide un primo tempo di marca irlandese nonostante il vantaggio iniziale di Tolosa con un drop di Élissalde: alla mezz'ora Leamy marcò la meta del sorpasso, trasformata da O'Gara, che poi aggiunse al piede altri 5 punti (la trasformazione più un piazzato) prima che ancora Élissalde, dalla piazzola, riducesse a -4 lo svantaggio a fine primo tempo, 6-10.
Nella ripresa, adottando un gioco non spettacolare ma efficace, Munster portò, nuovamente con O'Gara, a 7 punti il vantaggio, poco dopo azzerato da una meta di Donguy trasformata da Élissalde con 25 minuti da giocare.
10 minuti più tardi O'Gara realizzò i tre punti che alla fine, nonostante il forcing dei francesi, sigillarono il risultato sul 16-13, che significarono la conquista da parte del club della sua seconda Coppa d'Europa per club.

## Tabellino dell'incontro
| Arbitro: | Nigel Owens |

| |              | |
| Leamy 33’ | mt           | 54’ Donguy |
| O’Gara 33’ | tr           | 54’ Élissalde |
| O’Gara 38’, 51’, 64’ | c.p.         | 41’ Élissalde |
| | drop         | 10’ Élissalde |
| · Hurley · Howlett · Tipoki · Mafi · Dowling · O’Gara · O’Leary · 63’ 73’ M. Horan · J. Flannery · Hayes · O’Callaghan · 58’ 60’ O’Connell · Quinlan · D. Wallace · Leamy | Formazioni   | · Heymans · Médard · Kunavore · Jauzion · Donguy 72’ · Élissalde · Kelleher · Human · Servat · Perugini 56’ · Pelous 51’ · Albacete 62’ · Bouilhou 62’ · Dusautoir 39’ · Sowerby |
| · 63’ 73’ Buckley · 58’ 60’ O’Driscoll | Sostituzioni | · Nyanga 39’ · Poux 56’ · Lamboley 62’ · Millo-Chluski 62’ · Ahotaeiloa 72’ |
| Declan Kidney | Allenatori   | Guy Novès |